# John N. Smith
John N. Smith (nacido el 31 de julio de 1943 en Montreal, Quebec) es un director de cine y guionista canadiense. Comenzó su carrera realizando documentales y cortometrajes antes de cambiarse a los largometrajes para finalmente trabajar principalmente en televisión. Su trabajo ha sido nominado a los Premios Óscar, Premios Genie y a los Premios Gemini, aunque solo ha ganado los últimos. Es más conocido por el drama de 1995 Mentes peligrosas protagonizado por Michelle Pfeiffer y por el telefilme The Boys of St. Vincent. Desde 1972 hasta la finalización de The Boys of St. Vincent en 1992, Smith fue cineasta miembro del National Film Board of Canada. Está casado con la realizadora yelissa

## Filmografía selecta
- The Englishman's Boy (miniserie de televisión, 2008)
- Prairie Giant: The Tommy Douglas Story (miniserie de televisión, 2006)
- Geraldine's Fortune (2004)
- Random Passage (miniserie de televisión, 2002)
- A Cool, Dry Place (1998)
- Mentes peligrosas (1995)
- Dieppe (miniserie de televisión, 1993)
- The Boys of St. Vincent (telefilme, 1992)
- Train of Dreams (1987)
- Revolution's Orphans (cortometraje, 1979)

## Premios y distinciones
Premios Óscar
| Año  | Categoría                     | Película     | Resultado |
| ---- | ----------------------------- | ------------ | --------- |
| 1982 | Mejor cortometraje de ficción | First Winter | Nominado  |